# Turks fruit (musical)
Turks fruit (voluit: Turks fruit the rockmusical) is een Nederlandstalige musical die gebaseerd is op de gelijknamige roman van Jan Wolkers. Het script van de musical is door Dick van den Heuvel in overleg met Wolkers geschreven.

## De productie
De musical Turks fruit is een productie van de Stichting Beeldenstorm. De stichting had van een aantal Brabantse schouwburgdirecteuren de opdracht gekregen om een nieuwe Nederlandse musical te maken. Het idee om de roman Turks fruit daarvoor te gebruiken, kwam van Dick van den Heuvel. Hij had het boek voorgelezen aan zijn grieperige dochter en had daarna aan Wolkers gevraagd of hij het goed vond om het verhaal voor een theaterproductie te gebruiken. Toen Wolkers zijn goedkeuring gaf, werden Femme Hammer (producente), Peter de Baan (regie en dramaturgie), Sjoerd Kuyper (liedteksten) en Fons Merkies en Jan Tekstra (muziek) bij de productie betrokken.
De musical ging op zondag 20 november 2005 in première in de schouwburg van Tilburg. Het weekend daarna al waren er drie voorstellingen in het theater Carré in Amsterdam. De musical was een geweldig succes. Hij trok tijdens zijn tournee door Nederland meer dan 80.000 bezoekers en werd geprezen om zijn kleine bezetting en sobere enscenering. De tournee eindigde op 30 april 2006 in het Theater aan het Vrijthof te Maastricht. Daarna zijn er vanaf 3 mei nog negen extra voorstellingen gegeven in de Pepsi Stage te Amsterdam. De laatste opvoering vond plaats op zondag 14 mei 2006.
De musical Turks fruit werd in 2006 genomineerd voor vijf John Kraaijkamp Musical Awards. Bij de uitreiking van de prijzen op 22 mei 2006 in Ahoy Rotterdam won hij er twee. De debuterende Jelka van Houten kreeg de prijs in de categorie Beste vrouwelijke hoofdrol in een kleine musical. Sjoerd Kuyper won met zijn liedteksten de prijs voor de Beste tekst, muziek of bewerking. Op dezelfde avond kreeg de musical ook nog de ANWB Publieksprijs voor de beste kleine musical.
In het voorjaar van 2006 verwierf Robin de Levita Productions de wereldwijde rechten van de musical. De Levita was van plan om een Amerikaanse versie van Turks fruit op de planken te brengen in een van de kleinere theaters in New York. Bij gebleken succes zou daarna de overstap naar Broadway kunnen worden gemaakt. De Amerikanen toonden echter weinig belangstelling − men vond de musical te grof en te weinig Amerikaans − en in 2009 werd het plan op een laag pitje gezet.

## Uitvoerenden
- Olga − Jelka van Houten
- Rick − Antonie Kamerling
- Moeder van Olga − Ellen Evers
- Vader van Olga − Sjoerd Pleijsier
- Rick (plaatsvervanger) − Charly Luske
- Multifunctioneel ensemble (zang, toneel) − Alexandra Alphenaar, Natalie Edwardes, Stephanie Asscher en Marle Brouwer
- Muzikale begeleiding en zang − Jan Terkstra (gitaar), Lydia van der Meer (bas), Ruben Mulder (toetsen) en Robert Dorn (drums)